# Ryta (hinduizm)
Ryta (dewanagari ऋत, trl. ṛta) – hindusi nazywają tak „naturalny porządek rzeczy”, którego strażnikiem jest bóg Waruna. W Wedach oznacza „wszechprawo naturalne, sprawiedliwość, prawdę”.
Wedyjska ṛtá i jej awestański odpowiednik aṣ̌a wywodzą się z indoirańskiej *Hr̥tás „prawdy”, praindoeuropejskiego *h2r-tós „właściwie połączone, słuszne, prawdziwe”, z domniemanego korzenia *h2er-. Rzeczownik pochodny ṛta jest rozumiany jako „ustalony porządek, reguła, boskie prawo lub prawda” i jest pokrewny z artyzmem (sztuką) oraz rytuałem.